# Ariel Sena
Ariel Gustavo Sena (Montevideo, Uruguay, 7 de enero de 1961) es un entrenador de fútbol uruguayo. Actualmente dirige al Deportivo Guastatoya, equipo de la Liga Nacional de Guatemala .

## Trayectoria
Estudió en el Instituto Superior de Educación Física (ISEF), donde obtuvo los títulos de "Director Técnico de Fútbol" y "Profesor de Educación Física". Tuvo sus inicios como entrenador y preparador físico en varios clubes y selecciones amateurs del Departamento de Rocha, Uruguay. En 1995 llega a Honduras para preparar físicamente al Club Deportivo Marathón. Al año siguiente asumió como director técnico interino del equipo mencionado anteriormente.
Luego se vio confiado a tomar las riendas del Club Deportivo Vida, al cual dirigió desde 1995 hasta 1996. Ese mismo año dirigió por un reducido tiempo al Petrotela, club que acababa de descender a la Liga de Ascenso de Honduras. Dirigió al Platense en el Torneo 1996-97, en el cual el cuadro "selacio" terminó subcampeón, tras caer derrotado en la final ante Olimpia. En 1999 dirigió al Pumas de la Universidad Nacional Autónoma de Honduras y coordinó las reservas del Club Deportivo Marathón hasta el año 2000. 
En 2001 dirigió al Parrillas One de San Pedro Sula, club que campeonizó en las vueltas de clasificación del Grupo Nor-Occidental de la Liga de Ascenso de Honduras. Al año siguiente (2002) volvió al Pumas de la Universidad Nacional Autónoma de Honduras, al cual relevó desde el décimo hasta el quinto puesto y así salvó la categoría. En 2003 trabajó como "asesor técnico" del Villanueva Fútbol Club de la Liga de Ascenso de Honduras. Un año más tarde vuelve al cuadro "universitario" para la segunda vuelta del Clausura 2004. Para ese mismo año, la junta directiva del Villanueva F.C. decidió contratar nuevamente al uruguayo, pero para que ocupara el puesto de "director técnico".
Entre 2005 y 2006 fue asistente técnico del brasileño Flavio Ortega y el argentino Roque Alfaro en el Platense de Puerto Cortés. Para la segunda mitad del 2006 llegó a Guatemala para dirigir al Deportivo Sanarate, con el cual trabajó hasta 2008 (dirigió cuatro torneos). En 2009 se convirtió en entrenador del Deportivo Guastatoya, al cual logró ascender a la Liga Nacional de Guatemala en 2014. y en 2015, un año después de ascender convirtió en subcampeón al equipo revelación Guastatoya en el cual terminó un proceso de 6 años. 
En el año 2016 luego de proclamarse subcampeón nacional del fútbol Guatemalteco, decide no continuar como director técnico del Deportivo Guastatoya por una decisión personal y vuelve a la liga Hondureña nuevamente a dirigir a Platense F.C, el cual se encontraba en peligro de descenso, por lo cual decidió ayudar a la institución en la cual ya había trabajado muchos años, de esa manera, Sena salvo al platense del descenso y al finalizar el torneo, dio como terminado su labor allí(dirigió solamente el torneo clausura con el único objetivo de salvarlos del descenso).

## Clubes
| Club                 | País      | Año             |
| -------------------- | --------- | --------------- |
| Marathón             | Honduras  | 1995            |
| Vida                 | Honduras  | 1995 - 1996     |
| Petrotela            | Honduras  | 1996            |
| Platense             | Honduras  | 1996 - 1997     |
| Universidad          | Honduras  | 1999            |
| Parrillas One        | Honduras  | 2001            |
| Universidad          | Honduras  | 2002            |
| Villanueva           | Honduras  | 2004            |
| Deportivo Sanarate   | Guatemala | 2006 - 2008     |
| Deportivo Guastatoya | Guatemala | 2009 - 2015     |
| Platense             | Honduras  | 2016 - 2016     |
| Cobán Imperial       | Guatemala | 2016 - presente |